# Powstania pruskie

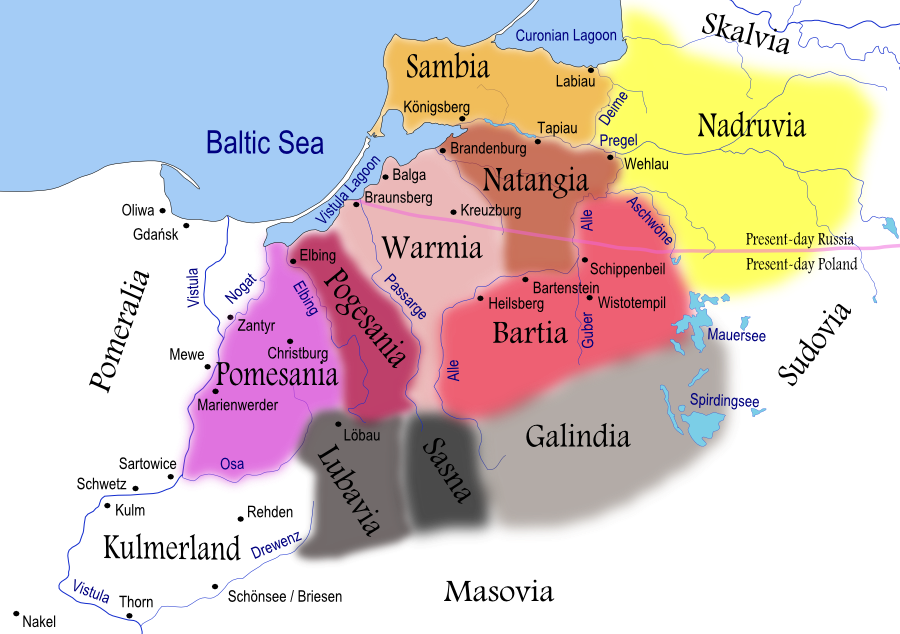
Plemiona pruskie w XIII wieku

Powstania pruskie – trzy powstania Prusów przeciwko zakonowi krzyżackiemu w XIII wieku.  
I powstanie pruskie wybuchło w 1242. Zakończył je korzystny dla Krzyżaków układ w Dzierzgoniu. II powstanie pruskie zwane również Wielkim Powstaniem Pruskim, trwało w latach 1260–1274. Wybuchło ono we wrześniu 1260 po klęsce Krzyżaków w bitwie pod Durben. Ostatecznie zakończyło się klęską powstańców i zwycięstwem zakonu krzyżackiego. Klęską powstańców zakończyło się również ostatnie III powstanie pruskie, które miało miejsce w 1295. Zakończyło ono się całkowitym podbojem Prus przez zakon krzyżacki.
Według szacunków opartych na źródłach historycznych walki z Krzyżakami przetrwało około 100 tysięcy Prusów. Na podstawie liczby wsi zakładanych na tak zwanym prawie pruskim naukowcy szacują, iż na początku XV wieku na terenie Prus mieszkało około 150 tysięcy Prusów, co stanowiło blisko 40% ludności na terytorium pruskim. Zamieszkiwali oni przede wszystkim Sambię (95–100% ludności), Natangię (90%), na Warmii stanowili około 60% ludności, między 30 a 50% w Pomezanii, Pogezanii i Barcji. Pozostali żyli w rozproszeniu na innych terytoriach plemiennych. W następnych wiekach zasymilowali się oni z ludnością napływową z Polski, Niemiec, Litwy i innych.